# Maison de Neuchâtel-Nidau
Pour les articles homonymes, voir Maison de Neuchâtel (homonymie).
La maison de Neuchâtel-Nidau ou maison de Nidau est une famille noble issue de la maison de Neuchâtel.
Les comtes de Nidau prennent naissance lors de l'érection en comté de Fenis, aujourd'hui Vinelz près de Cerlier.

## Histoire
Il semble que dès l'existence du comté de Fenis les terres de Nidau aient fait partie du domaine d'Ulrich Ier de Neuchâtel, premier membre de la Maison de Fenis, avec celles de Strassberg situées près de Büren an der Aare. Le comté de Fenis est dans un premier temps transmis dans son intégralité à Mangold Ier de Neuchâtel, celui-ci les partage à son tour, réservant les terres de Nidau à son fils Mangold II et celles de Neuchâtel à son autre fils Rodolphe Ier de Neuchâtel. Après le décès de Rodolphe II de Neuchâtel en 1196 les possessions de la Maison de Neuchâtel sont partagées. Rodolphe II transmet les terres suisses-allemandes à son frère Ulrich III qui donnera naissance à la lignée des Neuchâtel-Nidau, ils feront de Nidau le centre de leur seigneurie, et celles situées en Suisse romande à son fils Berthold Ier de Neuchâtel qui continue la lignée des seigneurs de Neuchâtel.
Après la disparition de Berthold V de Zähringen, alors recteur de Bourgogne, en avril 1218, le comté de Bargen, ainsi que d'autres situés dans la même zone géographique, disparaît pour laisser la place au landgraviat de Bourgogne et au landgraviat de la Bourgogne de l'Aar dont les rôles principaux étaient de protéger les biens impériaux et de maintenir l'ordre public. Le landgraviat de la Bourgogne de l'Aar, qui couvrait toute la rive gauche de l'Aar jusqu'au Jura, eut à sa tête dès 1276 les comtes de Neuchâtel-Nidau et ce jusqu'à leur extinction en 1375.

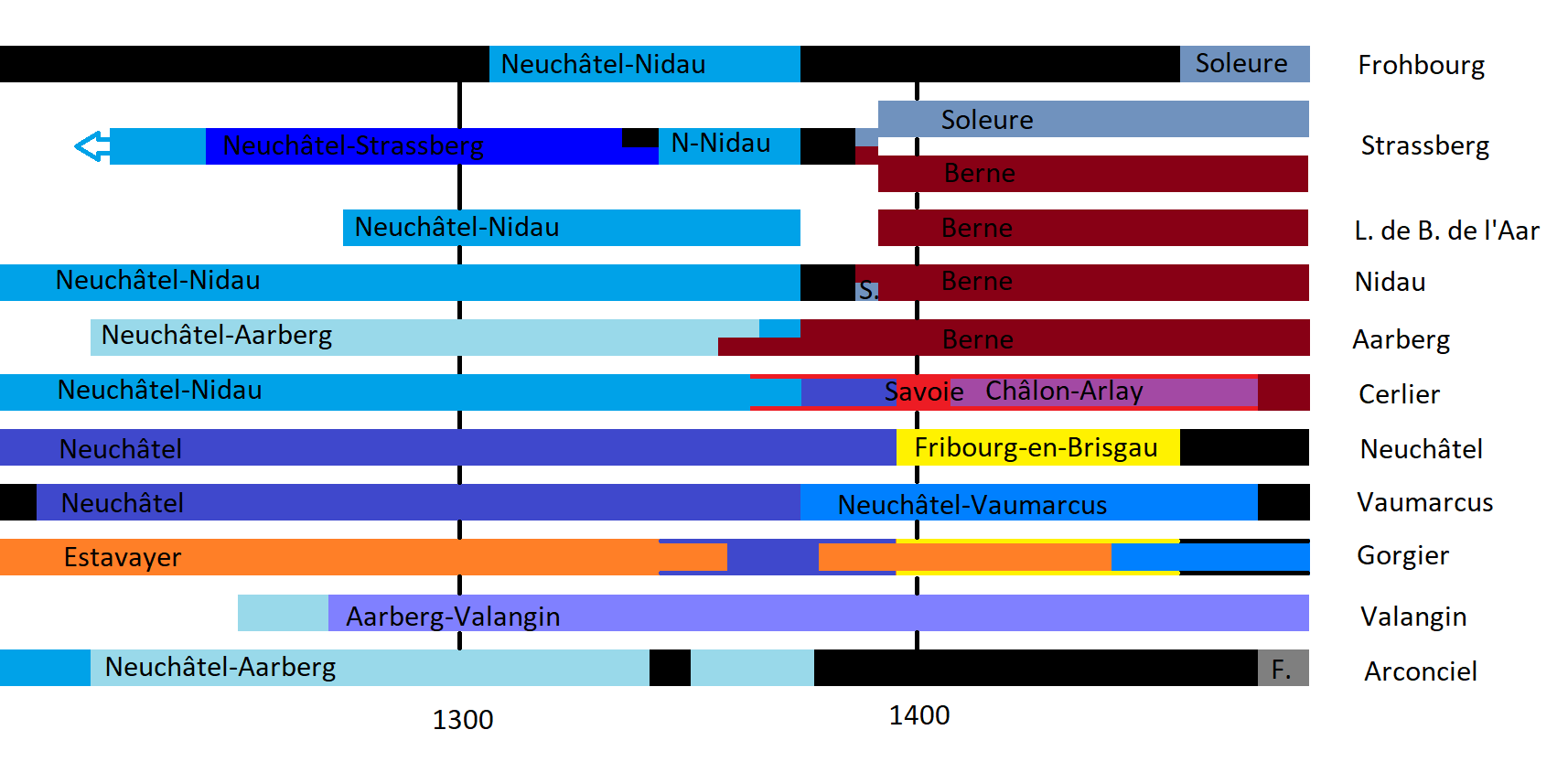
Possessions des différentes branches de la maison de Neuchâtel.

## Filiation
- Ulrich II de Neuchâtel
  - Rodolphe II de Neuchâtel
    - Maison de Neuchâtel

  - Ulrich III de Neuchâtel
    - Rodolphe Ier de Neuchâtel-Nidau
      - Rodolphe II de Neuchâtel-Nidau
        - Rodolphe III de Neuchâtel-Nidau

    - Berthold de Neuchâtel-Strassberg
      - Maison de Neuchâtel-Strassberg

    - Ulrich de Neuchâtel-Aarberg
      - Maison de Neuchâtel-Aarberg

## Listes des comtes de Nidau
Rodolphe Ier de Neuchâtel-Nidau, (? - 1257/61), fils d'Ulrich III de Neuchâtel. Comte de Nidau, seigneur de Fenis et de Cerlier, il obtient également la "commande" de l'abbaye de l'île de Saint-Jean et la montagne de Diesse.
Mariages et succession, :

Il épouse en premières noces Bertha de Granges de qui il n'a pas d'enfants, puis en secondes noces Richenza (? - 1263/67), de qui il a :
- Rodolphe II qui suit,
- Richenza, elle épouse Ulrich IV de Rappolststein.

Rodolphe II de Neuchâtel-Nidau, (? - 1308/09), comte de Nidau, seigneur de Fenis et de Cerlier. Dès la succession de son père il accorde les franchises à la ville de Nidau en 1261 puis à Cerlier en 1264/66.
Mariage et succession, :

Il épouse Gertrude, fille de Berthold II de Neuchâtel-Strassberg, il a :
- Rodolphe III qui suit,
- Hartmann, (? - 1316) prévôt de Soleure et de Bâle.

Il a un enfant illégitime nommé Conrad.

Rodolphe III de Neuchâtel-Nidau, (? - 21 juin 1339), comte de Nidau, seigneur de Fenis et de Cerlier.
Mariages et succession, :

Il épouse en premières noces Jonata de Neuchâtel, puis en secondes noces Verena/Varene de Neuchâtel-Blamont, fille de Thiébaud IV de Neuchâtel-Bourgogne et d'Agnès de Geroldseck, puis en troisièmes noces Jeanne II de Habsbourg comtesse de Laufenburg. Il a :
- Rodolphe IV qui suit,
- Jacques, co-seigneur de Nidau,
- Varenne, (? - 1376) elle épouse Simon de Tierstein
- Anne, (? - 1347/1400), elle épouse Hartmann III de Kibourg.

Rodolphe IV de Neuchâtel-Nidau, (? - 8 décembre 1375), comte de Nidau, seigneur de Frobourg, bailli du Thurgau et de l'Argau, seigneur de Fenis et de Cerlier, gardien de l'abbaye de l'Ile de Saint-Jean. En 1338 il prend le commandement de la coalition formée pour attaquer la ville de Berne à la demande de l'empereur. En 1350 il ratifie un traité d'alliance avec la ville de Bienne, en 1365 le dernier comte de Frobourg étant décédé sans enfant sa ville retourne dans les possessions des comtes de Nidau. Sans enfants il désigne son neveu Rodolphe de Kibourg comme héritier.
Mariage et succession, :

Il épouse Isabelle, comtesse de Neuchâtel et fille de Louis Ier de Neuchâtel de qui il n'a pas d'enfants.

### Sources
- Jonas Boyve, Annales historiques du Comté de Neuchâtel et Valangin depuis Jules-César jusqu'en 1722, E. Mathey, 1854 (lire en ligne), p. 120 à 134, 139, 145, 152, 188, 191, 192, 199, 207, 224, 225, 257, 258, 290, 318, 343, 350, 352, 372
- Manuel généalogique pour servir à l'histoire de la Suisse, Tome I, Zurich, Société suisse d'héraldique, 1908 (lire en ligne), p. 102 et 103
- Georges Auguste Matile, Monuments de l'histoire de Neuchatel, Volume 2, Attinger, 1848 (lire en ligne), p. 1216